# L'Anunciació (Leonardo da Vinci)
L'Anunciació és un dels quadres més cèlebres del pintor renaixentista italià Leonardo da Vinci. Està pintat a l'oli sobre taula (fusta d'àlber), que mesura 100 cm d'alt i 221 cm d'ample i data del període 1472-1475. Es conserva a la Galeria dels Uffizi de Florència.

## Història
Hi ha molt poca informació certa respecte a l'origen d'aquesta obra; se sap que és un dels primers encàrrecs que Leonardo va aconseguir mentre era al taller de Verrocchio. Es creu que és obra de col·laboració amb Domenico Ghirlandaio o algun dels deixebles, per alguns traços: la Verge està a la dreta i l'àngel a l'esquerra, característica de les pintures florentines; a més a més, el cap de l'àngel manca de l'esfumat típic de Leonardo, apareixent els cabells compactes. Malgrat tot, l'àngel sembla pròxim a la factura del que apareix al Baptisme de Crist de Verrocchio, i existeixen dos dibuixos certs de Leonardo, un estudi de braç a la Christ Church d'Oxford i un estudi de draperia al Louvre que fan referència precisa, respectivament, a l'arcàngel i a la Verge: encara que hi ha dins el quadre simplificació i convencionalisme de composició, aquests traços poden atribuir-se a la relativa inexperiència i a la necessitat de concloure, exigència llunyana de l'esperit de Leonardo, una obra de la qual no podia atribuir-se la plena responsabilitat.
L'obra era desconeguda fins a l'any 1867, en què va arribar als Uffizi des de la sagristia de l'església de San Bartolomeo, annexa al suprimit monestir dels Olivetans. Aleshores es va atribuir a Ghirlandaio, que era, com Leonardo, un aprenent al taller de Verrocchio; també hi ha qui considerava que era obra d'aquest últim. El 1869, alguns crítics la van reconèixer com a obra de joventut de Leonardo.
El 12 de març del 2007, el quadre va ser centre d'una polèmica entre ciutadans italians i el Ministeri de Cultura, que va decidir de prestar la pintura per a una exposició a Tokyo, titulada «La ment de Leonardo», des de maig fins al 17 de juny.

## Tema
Es representa el tema de l'Anunciació de la vinguda de Jesús a Maria per l'àngel Gabriel, de conformitat amb la Bíblia cristiana, recollida a l'Evangeli de Lluc, 1:26-38:
| « | Al sisè mes, l'àngel Gabriel va ser enviat per Déu a una ciutat de Galilea anomenada Natzaret, a una verge casada amb un baró que es deia Josep, de la casa de David; i el nom de la verge era Maria. Entrant l'àngel a on ella estava, va dir: "Salve, molt afavorida! El Senyor és amb tu; beneïda tu entre les dones". Però ella, quan el va veure, es va torbar per les seves paraules, i pensava quina salutació seria aquesta. Aleshores, l'àngel li va dir: "Maria, no temis, perquè has trobat gràcia davant de Déu. Concebràs al teu ventre i donaràs a llum un fill, i anomenaràs el seu nom Jesús. Aquest serà gran, i serà anomenat Fill de l'Altíssim. El Senyor Déu li donarà el tron de David, el seu pare; regnarà sobre la casa de Jacob per sempre i el seu Regne no tindrà fi". Aleshores, Maria va preguntar a l'àngel: "Com serà això?, perquè no conec baró". Responent l'àngel, li va dir: "L'Esperit Sant vindrà sobre teu i el poder de l'Altíssim et cobrirà amb la seva ombra; per la qual cosa també el Sant Ésser que naixerà serà anomenat Fill de Déu. I vet aquí també la teva parenta Isabel, la que anomenaven estèril, ha concebut fill a la seva vellesa i aquest és el sisè mes per a ella, perquè res no hi ha impossible per a Déu". Aleshores María va dir: "Aquí està la serva del Senyor; faci's amb mi de conformitat amb la teva paraula". I l'àngel se'n va anar de la seva presència. | » |

## Anàlisi
En aquesta Anunciació, el mateix que en la petita predel·la sobre el mateix tema que va pintar Leonardo per la mateixa època, ha usat la col·locació, molt formal, que prové de les dues pintures de Fra Angèlico sobre el tema, ben conegudes, amb la Verge Maria asseguda o agenollada a la dreta de la pintura, a la qual s'acosta des de l'esquerra un àngel de perfil, amb rica vestidura que flota, ales aixecades i duent una assutzena.
Tanmateix, a diferència de la iconografia clàssica, l'escena es desenvolupa enterament a l'exterior, dintre d'un jardí tancat d'una típica vil·la florentina. Això és un traç innovador, ja que en la tradició medieval l'ambientació era sempre a l'interior (cosa que afavoria la representació del llit), si més no pel cap baix en el que es referia a la Verge, mentre que l'àngel podia estar a l'exterior, però en un hortus conclusus, és a dir, en un jardí delimitat per alts murs que al·ludien al ventre de Maria. Per mantenir la reserva de la trobada, Leonardo pinta la Verge en un palau, però deixant entreveure el llit; a més a més, un petit mur delimita el jardinet.
L'àngel és clàssic, com a iconografia, té les ales batent i sosté una assutzena blanca (Lilium candidum), símbol de la virginitat de Maria i de la ciutat de Florència. L'àngel revela el seu pes a l'herba, i es representa també el moviment de l'aire que provoca en aterrar. A diferència dels àngels que normalment es representaven, no té ales de paó (considerat animal sagrat i de carn incorruptible en l'ésser exòtic i bellíssim), sinó les ales d'un ocell autèntic, l'anatomia de les quals ha estudiat l'autor. Se suposa que Leonardo va copiar originàriament les ales d'un ocell en volada. Hi ha una estranya anomalia: les ales originals eren més curtes, però van ser allargades per un artista posterior, sense comprendre que aquí Leonardo va representar l'àngel que està aterrant, i que per tant està tancant les ales, i per aquest motiu manca de sentit pintar una ala batent. Aquesta «correcció» destrueix tota la feina d'estudi de Leonardo sobre l'anatomia dels ocells, així com la representació realista de l'ala.

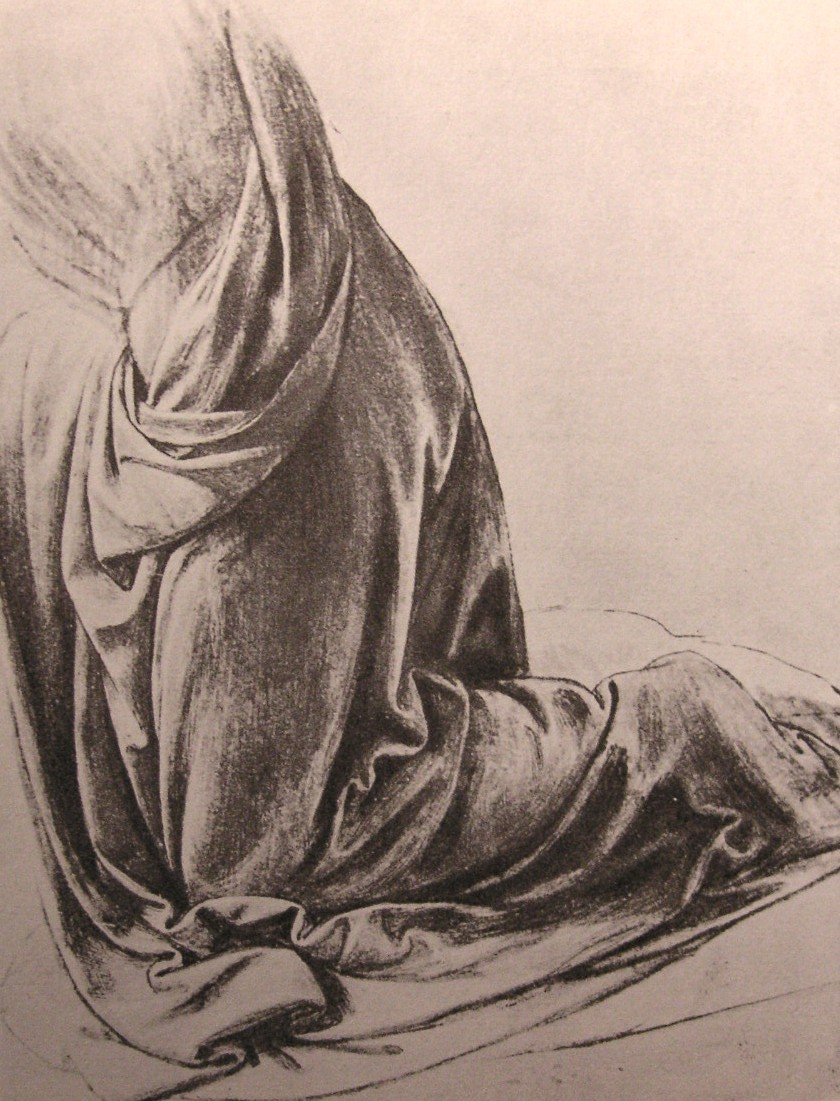
Estudi de plecs

La impostació de la posició és clàssicament leonardesca, considerant les draperies, amb plecs amplis i mòrbids. Giorgio Vasari conta que l'artista feia sovint models d'argila de les figures, els vestia amb mòrbids mantells banyats en guix i aleshores reproduïa pacientment la caiguda de les draperies. La posició de les mans és natural, la dreta beneint mentre que l'esquerra porta l'assutzena.
Una certa perplexitat causa el cap de l'àngel: les carnacions són pàl·lides i planes, sense les transparències clàssiques de Leonardo; hi ha una gran diferència amb l'àngel del Baptisme de Crist, aquí els cabells no s'esfumen, sinó que apareixen com una massa de rínxols compacta.
La Verge Maria, a diferència del que era habitual, no adopta l'actitud de submisa acceptació del seu destí creuant els braços. La bonica jove, interrompuda en la seva lectura per aquest missatger inesperat, posa un dit de la mà dreta sobre la Bíblia per marcar el lloc, com si volgués evitar que es tanqués, i torç la mà esquerra a manera de salutació. Aquesta serena jove accepta el seu paper com a Mare de Déu no amb resignació, sinó amb confiança. En aquesta pintura, el jove Leonardo presenta la cara humanista de Maria, una dona que reconeix el paper de la humanitat en l'encarnació de Déu.
A primera vista, sembla tenir tres cames, ja que la vora del mantell és sobre el braç de la butaca. Està situada al costat d'una espècie d'altar o taula de marbre on s'evidencien les ensenyances de Verrocchio. Aquesta taula de marbre enfront de la Verge probablement és reproduïda de la tomba de Pere i Joan de Mèdici a la Basílica de San Lorenzo de Florència de Brunelleschi, que va ser esculpida per Verrocchio en aquesta mateixa època. És un sarcòfag amb elements bronzins cisellats que recorden les ornamentacions d'aquest altar.
Al fons, es veu un riu amb meandres i barques, muntanyes i arbres. El paisatge del fons mostra una escena de port que es creu que és a Roma. Usa perspectiva aèria, a la qual Leonardo donava molta importància: pintava els detalls més allunyats com embolcallats en una boira, perquè sabia que entre l'ull i un objecte vist a distància s'interposaven capes de pols atmosfèrica, de partícules i motes molt petites, que fan els contorns menys nítids; Leonardo va ser el primer pintor a preferir aquesta perspectiva atmosfèrica sobre la geomètrica. Els objectes pròxims es representen minuciosament perquè es veuen millor. Es comprèn que aquesta és una obra de joventut pel fet que la perspectiva aèria no està aconseguida gradualment.
Els xiprers estan representats sistemàticament com a columnes, cosa que sembla dividir matemàticament l'escena.
Aquest paisatge simbolitza que el futur naixement no sols afectarà la vida de la Verge sinó la del món sencer.
Al primer pla, el pintor representa un tipus de cobretaula en què totes les flors es van pintar amb precisió amorosa.
Aquest quadre presenta la influència de la pintura de manera realista detallada i de l'estil acabat, adquirit al taller de Verrocchio, i sobretot en contacte amb l'obra de Lorenzo di Credi.

## L'errada de perspectiva
El quadre està caracteritzat per un fet curiós: Leonardo comet una errada de perspectiva. Aquesta errada es refereix al braç de la Verge. Analitzant el quadre amb una simulació gràfica, i fent-lo girar, s'observa la desproporció pel que fa a la longitud del braç. Aquesta errada no existeix en l'altra versió de l'Anunciació de Leonardo que avui dia és al Louvre.
Aquestes errades, així com nombrosos penediments, demostrarien unes certes dificultats de l'artista amb l'organització de l'espai escènic.